# Championnats du monde par équipes de marche
Les Championnats du monde par équipes de marche (jusqu'en 2016 : Coupe du monde de marche (20 km et 50 km), en anglais: World Race Walking Cup), sont une compétition de marche athlétique organisée tous les deux ans par World Athletics. 
Les épreuves disputées sont désormais le 20 km et le 35 km pour les hommes et pour les femmes, individuel et par équipes, ainsi que le 10 km pour les juniors hommes et femmes, individuel et par équipes. 

## Éditions
| Année                             | Ville          | Pays                 |
| --------------------------------- | -------------- | -------------------- |
| Coupe du monde de marche          |                |                      |
| 1961                              | Lugano         | Suisse               |
| 1963                              | Varèse         | Italie               |
| 1965                              | Pescara        | Italie               |
| 1967                              | Bad Saarow     | Allemagne de l'Est   |
| 1970                              | Eschborn       | Allemagne de l'Ouest |
| 1973                              | Lugano         | Suisse               |
| 1975                              | Grand-Quevilly | France               |
| 1977                              | Milton Keynes  | Royaume-Uni          |
| 1979                              | Eschborn       | Allemagne de l'Ouest |
| 1981                              | Valence        | Espagne              |
| 1983                              | Bergen         | Norvège              |
| 1985                              | Saint John's   | Royaume-Uni          |
| 1987                              | New York       | États-Unis           |
| 1989                              | L'Hospitalet   | Espagne              |
| 1991                              | San José       | États-Unis           |
| 1993                              | Monterrey      | Mexique              |
| 1995                              | Pékin          | Chine                |
| 1997                              | Poděbrady      | Tchéquie             |
| 1999                              | Mézidon-Canon  | France               |
| 2002                              | Turin          | Italie               |
| 2004                              | Naumburg       | Allemagne            |
| 2006                              | La Corogne     | Espagne              |
| 2008                              | Tcheboksary    | Russie               |
| 2010                              | Chihuahua      | Mexique              |
| 2012                              | Saransk        | Russie               |
| 2014                              | Taicang        | Chine                |
| Championnats du monde par équipes |                |                      |
| 2016                              | Rome           | Italie               |
| 2018                              | Taicang        | Chine                |
| 2020                              | Minsk          | Biélorussie          |
| 2022                              | Mascate        | Oman                 |
| 2024                              | Antalya        | Turquie              |

## Résultats

### Hommes

#### 20 kilomètres
| Épreuves | Or                                                  | Argent                                       | Bronze                                       |
| 1961     | Kenneth Matthews (GBR) 1 h 30 min 55 s              | Lennart Back (SWE) 1 h 32 min 12 s           | George Williams (GBR) 1 h 34 min 02 s        |
| 1963     | Kenneth Matthews (GBR) 1 h 30 min 11 s              | Paul Nihill (GBR) 1 h 33 min 19 s            | Antal Kiss (HUN) 1 h 33 min 38 s             |
| 1965     | Dieter Lindner (GDR) 1 h 28 min 10 s                | Antal Kiss (HUN) 1 h 29 min 09 s             | Gerhard Sperling (GDR) 1 h 31 min 30 s       |
| 1967     | Mykola Smaha (URS) 1 h 28 min 39 s                  | Volodymyr Holubnychy (URS) 1 h 28 min 58 s   | Ron Laird (USA) 1 h 29 min 13 s              |
| 1970     | Hans-Georg Reimann (GDR) 1 h 26 min 55 s            | Volodymyr Holubnychy (URS) 1 h 27 min 22 s   | Peter Frenkel (GDR) 1 h 27 min 33 s          |
| 1973     | Hans-Georg Reimann (GDR) 1 h 29 min 31 s            | Karl-Heinz Stadtmüller (GDR) 1 h 29 min 36 s | Ron Laird (USA) 1 h 30 min 45 s              |
| 1975     | Karl-Heinz Stadtmüller (GDR) 1 h 26 min 12 s        | Bernd Kannenberg (FRG) 1 h 26 min 20 s       | Peter Frenkel (GDR) 1 h 26 min 54 s          |
| 1977     | Daniel Bautista (MEX) 1 h 24 min 02 s               | Domingo Colín (MEX) 1 h 24 min 31 s          | Karl-Heinz Stadtmüller (GDR) 1 h 24 min 51 s |
| 1979     | Daniel Bautista (MEX) 1 h 18 min 49 s               | Boris Yakovlev (URS) 1 h 19 min 46 s         | Nikolay Vinnichenko (URS) 1 h 20 min 05 s    |
| 1981     | Ernesto Canto (MEX) 1 h 23 min 52 s                 | Roland Wieser (GDR) 1 h 24 min 12 s          | Alessandro Pezzatini (ITA) 1 h 24 min 24 s   |
| 1983     | Jozef Pribilinec (TCH) 1 h 19 min 30 s              | Ernesto Canto (MEX) 1 h 19 min 41 s          | Anatoliy Solomin (URS) 1 h 19 min 43 s       |
| 1985     | José Marín (ESP) 1 h 21 min 42 s                    | Maurizio Damilano (ITA) 1 h 21 min 43 s      | Victor Mostovic (URS) 1 h 22 min 01 s        |
| 1987     | Carlos Mercenario (MEX) 1 h 19 min 24 s             | Victor Mostovic (URS) 1 h 19 min 32 s        | Anatoliy Gorshkov (URS) 1 h 20 min 04 s      |
| 1989     | Frants Kostyukevich (URS) 1 h 20 min 21 s           | Mikhail Shchennikov (URS) 1 h 20 min 34 s    | Yevgeniy Misyulya (URS) 1 h 20 min 47 s      |
| 1991     | Mikhail Shchennikov (URS) 1 h 20 min 43 s           | Ernesto Canto (MEX) 1 h 20 min 46 s          | Thierry Toutain (FRA) 1 h 20 min 56 s        |
| 1993     | Daniel García (MEX) 1 h 24 min 26 s                 | Valentí Massana (ESP) 1 h 24 min 32 s        | Alberto Cruz (MEX) 1 h 24 min 37 s           |
| 1995     | Li Zewen (CHN) 1 h 19 min 44 s                      | Mikhail Shchennikov (RUS) 1 h 19 min 58 s    | Bernardo Segura (MEX) 1 h 20 min 32 s        |
| 1997     | Jefferson Pérez (ECU) 1 h 18 min 24 s               | Daniel García (MEX) 1 h 18 min 27 s          | Ilya Markov (RUS) 1 h 18 min 30 s            |
| 1999     | Bernardo Segura (MEX) 1 h 20 min 20 s               | Yu Guohui (CHN) 1 h 20 min 21 s              | Vladimir Andreyev (RUS) 1 h 20 min 29 s      |
| 2002     | Jefferson Pérez (ECU) 1 h 21 min 26 s               | Vladimir Andreyev (RUS) 1 h 21 min 50 s      | Alejandro López (MEX) 1 h 22 min 01 s        |
| 2004     | Jefferson Pérez (ECU) 1 h 18 min 42 s               | Robert Korzeniowski (POL) 1 h 19 min 02 s    | Nathan Deakes (AUS) 1 h 19 min 11 s          |
| 2006     | Paquillo Fernández (ESP) 1 h 18 min 31 s            | Jefferson Pérez (ECU) 1 h 19 min 08 s        | Han Yucheng (CHN) 1 h 19 min 10 s            |
| 2008     | Francisco Javier Fernández (ESP) 1 h 18 min 31 s CR | Valeriy Borchin (RUS) 1 h 19 min 08 s SB     | Eder Sánchez (MEX) 1 h 19 min 10 s PB        |
| 2010     | Wang Hao (CHN) 1 h 22 min 35 s                      | Chu Yafei (CHN) 1 h 22 min 46 s              | Andrey Krivov (RUS) 1 h 22 min 54 s          |
| 2012     | Wang Zhen (CHN) 1 h 19 min 13 s                     | Andrey Krivov (RUS) 1 h 19 min 27 s          | Vladimir Kanaykin (RUS) 1 h 19 min 43 s SB   |
| 2014     | Ruslan Dmytrenko (UKR) 1 h 18 min 37 s              | Zelin Cai (CHN) 1 h 18 min 52 s              | Andrey Ruzavin (RUS) 1 h 18 min 59 s         |
| 2016     | Wang Zhen (CHN) 1 h 19 min 22 s                     | Zelin Cai (CHN) 1 h 19 min 34 s              | Álvaro Martín (ESP) 1 h 19 min 36 s          |
| 2018     | Kōki Ikeda (JPN) 1 h 21 min 13 s                    | Wang Kaihua (CHN) 1 h 21 min 22 s            | Massimo Stano (ITA) 1 h 21 min 33 s          |
| 2022     | Toshikazu Yamanishi (JPN) 1 h 22 min 53 s           | Kōki Ikeda (JPN) 1 h 23 min 29 s             | Samuel Gathimba (KEN) 1 h 23 min 52 s        |

#### 35 kilomètres
| Épreuves | Or                                         | Argent                              | Bronze                                   |
| 2022     | Perseus Karlström (SWE) 2 h 36 min 14 s CR | Álvaro Martín (ESP) 2 h 36 min 54 s | Miguel Ángel López (ESP) 2 h 37 min 27 s |

#### 50 kilomètres
| Épreuves | Or                                          | Argent                                    | Bronze                                     |
| 1961     | Abdon Pamich (ITA) 4 h 25 min 38 s          | Don Thompson (GBR) 4 h 30 min 35 s        | Åke Söderlund (SWE) 4 h 36 min 48 s        |
| 1963     | István Havasi (HUN) 4 h 14 min 25 s         | Ray Middleton (GBR) 4 h 17 min 16 s       | Ingvar Pettersson (SWE) 4 h 19 min 11 s    |
| 1965     | Christoph Höhne (GDR) 4 h 03 min 14 s       | Burkhard Leuschke (GDR) 4 h 06 min 02 s   | Abdon Pamich (ITA) 4 h 06 min 41 s         |
| 1967     | Christoph Höhne (GDR) 4 h 09 min 09 s       | Peter Selzer (GDR) 4 h 11 min 40 s        | Aleksandr Shcherbina (URS) 4 h 13 min 07 s |
| 1970     | Christoph Höhne (GDR) 4 h 04 min 36 s       | Veniamin Soldatenko (URS) 4 h 09 min 52 s | Burkhard Leuschke (GDR) 4 h 11 min 10 s    |
| 1973     | Bernd Kannenberg (FRG) 3 h 56 min 51 s      | Otto Barch (URS) 3 h 57 min 11 s          | Christoph Höhne (GDR) 3 h 57 min 26 s      |
| 1975     | Yevgeniy Lyungin (URS) 4 h 03 min 42 s      | Gerhard Weidner (FRG) 4 h 09 min 58 s     | Vladimir Svetnikov (URS) 4 h 11 min 31 s   |
| 1977     | Raúl González (MEX) 4 h 04 min 16 s         | Pedro Aroche (MEX) 4 h 04 min 55 s        | Paolo Grecucci (ITA) 4 h 06 min 27 s       |
| 1979     | Martín Bermúdez (MEX) 3 h 43 min 36 s       | Enrique Vera (MEX) 3 h 43 min 59 s        | Viktor Dorovskikh (URS) 3 h 45 min 51 s    |
| 1981     | Raúl González (MEX) 3 h 48 min 30 s         | Hartwig Gauder (GDR) 3 h 52 min 18 s      | Sandro Bellucci (ITA) 3 h 54 min 57 s      |
| 1983     | Raúl González (MEX) 3 h 45 min 37 s         | Sergey Yung (URS) 3 h 48 min 26 s         | Viktor Dorovskikh (URS) 3 h 49 min 47 s    |
| 1985     | Hartwig Gauder (GDR) 3 h 47 min 31 s        | Andrey Perlov (URS) 3 h 49 min 23 s       | Axel Noack< (GDR) 3 h 56 min 53 s          |
| 1987     | Ronald Weigel (GDR) 3 h 42 min 26 s         | Hartwig Gauder (GDR) 3 h 42 min 52 s      | Dietmar Meisch (GDR) 3 h 43 min 14 s       |
| 1989     | Simon Baker (AUS) 3 h 43 min 13 s           | Andrey Perlov (URS) 3 h 44 min 12 s       | Stanislav Vezhel (URS) 3 h 44 min 50 s     |
| 1991     | Carlos Mercenario (MEX) 3 h 42 min 03 s     | Simon Baker (AUS) 3 h 46 min 36 s         | Ronald Weigel (GDR) 3 h 47 min 50 s        |
| 1993     | Carlos Mercenario (MEX) 3 h 50 min 28 s     | Jesús Ángel García (ESP) 3 h 52 min 44 s  | Germán Sánchez (MEX) 3 h 54 min 15 s       |
| 1995     | Zhao Yongsheng (CHN) 3 h 41 min 20 s        | Jesús Ángel García (ESP) 3 h 41 min 54 s  | Valentin Kononen (FIN) 3 h 42 min 50 s     |
| 1997     | Jesús Ángel García (ESP) 3 h 39 min 54 s    | Nikolay Matyukhin (RUS) 3 h 41 min 36 s   | Valentin Kononen (FIN) 3 h 41 min 09 s     |
| 1999     | Sergey Korepanov (KAZ) 3 h 39 min 22 s      | Tomasz Lipiec (POL) 3 h 40 min 08 s       | Nikolay Matyukhin (RUS) 3 h 40 min 13 s    |
| 2002     | Aleksey Voyevodin (RUS) 3 h 40 min 59 s     | German Skurygin (RUS) 3 h 42 min 08 s     | Tomasz Lipiec (POL) 3 h 45 min 37 s        |
| 2004     | Aleksey Voyevodin (RUS) 3 h 42 min 44 s     | Yu Chaohong (CHN) 3 h 43 min 47 s         | Yuriy Andronov (RUS) 3 h 46 min 49 s       |
| 2006     | Denis Nizhegorodov (RUS) 3 h 38 min 02 s    | Trond Nymark (NOR) 3 h 41 min 30 s        | Yuriy Andronov (RUS) 3 h 42 min 38 s       |
| 2008     | Denis Nizhegorodov (RUS) 3 h 34 min 14 s WR | Vladimir Kanaykin (RUS) 3 h 36 min 55 s   | Alex Schwazer (ITA) 3 h 37 min 04 s        |
| 2010     | Matej Tóth (SVK) 3 h 53 min 30 s            | Horacio Nava (MEX) 3 h 54 min 16 s        | Jared Tallent (AUS) 3 h 54 min 55 s        |
| 2012     | Sergey Kirdyapkin (RUS) 3 h 38 min 08 s WL  | Igor Erokhin (RUS) 3 h 38 min 10 s SB     | Jared Tallent (AUS) 3 h 40 min 32 s SB     |
| 2014     | Mikhail Ryzhov (RUS) 3 h 39 min 05 s        | Ivan Noskov (RUS) 3 h 39 min 38 s         | Jared Tallent (AUS) 3 h 42 min 48 s        |
| 2016     | Jared Tallent (AUS) 3 h 42 min 36 s         | Ihor Hlavan (UKR) 3 h 44 min 02 s         | Marco De Luca (ITA) 3 h 44 min 47 s        |
| 2018     | Hirooki Arai (JPN) 3 h 44 min 25 s SB       | Hayato Katsuki (JPN) 3 h 44 min 31 s PB   | Satoshi Maruo (JPN) 3 h 44 min 52 s SB     |

### Femmes

#### 5 kilomètres
| Épreuves | Or                               | Argent                                    | Bronze                                 |
| 1979     | Marion Fawkes (GBR) 22 min 51 s  | Carol Tyson (GBR) 22 min 59 s             | Thorill Gylder (NOR) 23 min 08 s       |
| 1981     | Siv Gustavsson (SWE) 22 min 57 s | Aleksandra Derevinskaya (URS) 23 min 18 s | Lyudmila Khrushcheva (URS) 23 min 26 s |

#### 10 kilomètres
| Épreuves | Or                                | Argent                              | Bronze                              |
| 1983     | Xu Yongjiu (CHN) 45 min 14 s      | Natalya Sharipova (URS) 45 min 26 s | Sue Cook (AUS) 45 min 27 s          |
| 1985     | Yan Hong (CHN) 46 min 22 s        | Guan Ping (CHN) 46 min 23 s         | Olga Krishtop (URS) 46 min 24 s     |
| 1987     | Olga Krishtop (URS) 43 min 22 s   | Irina Strakhova (URS) 43 min 35 s   | Jin Bingjie (CHN) 43 min 45 s       |
| 1989     | Beate Anders (GDR) 43 min 08 s    | Kerry Saxby (AUS) 43 min 12 s       | Ileana Salvador (ITA) 43 min 12 s   |
| 1991     | Irina Strakhova (URS) 43 min 55 s | Graciela Mendoza (MEX) 44 min 09 s  | Yelena Sayko (URS) 44 min 11 s      |
| 1993     | Wang Yan (CHN) 45 min 10 s        | Sari Essayah (FIN) 45 min 18 s      | Yelena Nikolayeva (RUS) 45 min 22 s |
| 1995     | Gao Hongmiao (CHN) 42 min 19 s    | Yelena Nikolayeva (RUS) 42 min 32 s | Liu Hongyu (CHN) 42 min 49 s        |
| 1997     | Irina Stankina (RUS) 41 min 52 s  | Olimpiada Ivanova (RUS) 41 min 59 s | Gu Yan (CHN) 42 min 15 s            |

#### 20 kilomètres
| Épreuves | Or                                                | Argent                                   | Bronze                                  |
| 1999     | Liu Hongyu (CHN) 1 h 27 min 32 s                  | Natalya Fedoskina (RUS) 1 h 27 min 35 s  | Norica Cîmpean (ROU) 1 h 27 min 48 s    |
| 2002     | Erica Alfridi (ITA) 1 h 28 min 55 s               | Olimpiada Ivanova (RUS) 1 h 28 min 57 s  | Natalya Fedoskina (RUS) 1 h 28 min 59 s |
| 2004     | Yelena Nikolayeva (RUS) 1 h 27 min 24 s           | Jiang Jing (CHN) 1 h 27 min 34 s         | María Vasco (ESP) 1 h 27 min 36 s       |
| 2006     | Ryta Turava (BLR) 1 h 26 min 27 s(R)              | Olimpiada Ivanova (RUS) 1 h 27 min 26 s  | Irina Petrova (RUS) 1 h 27 min 46 s     |
| 2008     | Olga Kaniskina (RUS) 1 h 25 min 42 s CR           | Tatyana Sibileva (RUS) 1 h 26 min 29 s   | Vera Santos (POR) 1 h 28 min 17 s       |
| 2010     | María Vasco (ESP) 1 h 31 min 55                   | Vera Santos (POR) 1 h 32 min 06          | Inês Henriques (POR) 1 h 33 min 26      |
| 2012     | Elena Lashmanova (RUS) 1 h 27 min 38 s            | Olga Kaniskina (RUS) 1 h 28 min 33 s SB  | María José Poves (ESP) 1 h 29 min 10 s  |
| 2014     | Anisya Kirdyapkina (RUS) 1 h 26 min 31 s          | Liu Hong (CHN) 1 h 26 min 58 s           | Elmira Alembekova (RUS) 1 h 27 min 02 s |
| 2016     | María Guadalupe González (MEX) 1 h 26 min 17 s AR | Qieyang Shenjie (CHN) 1 h 26 min 49 s    | Érica de Sena (BRA) 1 h 27 min 18 s AR  |
| 2018     | María Guadalupe González (MEX) 1 h 26 min 38 s SB | Qieyang Shenjie (CHN) 1 h 27 min 06 s SB | Yang Jiayu (CHN) 1 h 27 min 22 s SB     |
| 2022     | Ma Zhenxia (CHN) 1 h 30 min 22 s                  | Yang Jiayu (CHN) 1 h 31 min 54 s         | Kimberly García (LAT) 1 h 32 min 27 s   |

#### 35 kilomètres
| Épreuves | Or                                      | Argent                             | Bronze                                      |
| 2022     | Glenda Morejón (ECU) 2 h 48 min 33 s CR | Li Maocuo (CHN) 2 h 50 min 26 s NR | Katarzyna Zdziebło (POL) 2 h 51 min 48 s SB |

#### 50 kilomètres
| Épreuves | Or                                 | Argent                            | Bronze                                  |
| 2018     | Liang Rui (CHN) 4 h 04 min 36 s WR | Yin Hang (CHN) 4 h 09 min 09 s SB | Claire Tallent (AUS) 4 h 09 min 33 s AR |

### Bilan Nations
Tableau mis à jour après les championnats du monde de 2022.
| Rang | Nation           | Or | Argent | Bronze | Total |
| ---- | ---------------- | -- | ------ | ------ | ----- |
| 1    | Mexique          | 14 | 8      | 5      | 27    |
| 2    | Chine            | 12 | 15     | 6      | 31    |
| 3    | Allemagne        | 11 | 8      | 10     | 29    |
| 4    | Russie           | 10 | 12     | 12     | 34    |
| 5    | Union soviétique | 6  | 13     | 13     | 32    |
| 6    | Espagne          | 6  | 5      | 3      | 14    |
| 7    | Suède            | 4  | 2      | 4      | 10    |
| 8    | Équateur         | 4  | 1      | 0      | 5     |
| 9    | Royaume-Uni      | 3  | 5      | 1      | 9     |
| 10   | Australie        | 3  | 2      | 5      | 10    |